# 中田敬二
中田 敬二（なかた けいじ、1924年9月15日 - ）は、日本の詩人。

## 人物・来歴
サハリン生まれ。1944年東京帝国大学に入学、在学中徴兵され、サハリンで敗戦。ソ連の捕虜収容所から脱走し、復員。のち復学、文学部哲学科を卒業する。40歳頃から詩を本格的に書き始め、1968年第一詩集『埠頭』を上梓。高校教師、農業、自営業などさまざまな職をへた。

## 著書
- 『薄明のヨブ記』思潮社, 1993.5
- 『トーキョー駅はどっちですか?』思潮社, 1995.2
- 『地上を旅する人々』James Koetting, Ada Donati 訳. 思潮社, 2003.6
- 『饒舌な夜明け 抄 フージン洞日乗』思潮社, 2005.5
- 『夢幻のとき』思潮社, 2006.12
- 『砂漠の論理』思潮社, 2008.10
- 『島影』思潮社, 2010.5
- 『転位論』港の人, 2012.1
- 『中田敬二詩集』 (現代詩文庫) 思潮社, 2017.9